# カサンサイ
カサンサイ (ラテン文字:Kosonsoy, Kasansay、ウズベク語: Kosonsoy / Кoсoнсoй、タジク語: Кoсoнсoй、ロシア語: Касансай) は、ウズベキスタン・ナマンガン州の都市である。カサンサイの「カサン」はキルギスより流れるナルイン川の支流カサン川の名前より採られている。「サイ (soy)」はタジク語で「小川」を意味する。州都のナマンガンからは北西に約30kmの地点に位置する。カサーンサーイーと表記されることもある。

## 歴史
カサンサイの街ができた年代は古く、クシャーナ朝時代には既に存在していたとされる。カサンはクシャーナ朝のクシャンに由来するとも、「大都市」「大きな城」を意味するとも言われる。カサンサイはクシャーナ朝時代、ナマンガン付近のアフシケント (Akhsikent) とともに周辺地域の主要都市となっていた。街の北部には当時建設された城の跡が残っている。

## 人口
2012年現在の人口は約43,000人である。カサンサイの民族構成で一番多い民族はタジク人である。

## 教育
カサンサイには5つの専科大学 (SSEC) がある。専科大学の内訳は医科大学、教育大学、運輸・情報大学、工業大学などである。カサンサイには46の中学校があり、3つがタジク人専用、1つがロシア人とウズベク人専用の中学校となっている。

## 自然
カサンサイは山間地域にあり、山は街の中心区域から約3kmの地点にそびえ立っている。カサンサイ川は街を二分する形で街中を流れる。

## 出身人物
ヤルカンド・ハン国の第2代君主アブドゥッラシードに仕えたナクシュバンディー教団のスーフィズム学者・科学者・詩人のマフドゥーミ・アーザム・カサーニー (Makhdumi Azam Kosoni, アフマド・カサーニー - Ahmad Kasaniとも表記されることがある) はカサンサイの出身である。街の通りの名前「マフドゥーミ・アーザム (Maxdumi Azam)」は彼の名前から採られており、街のカサンサイ川の沿岸には彼を記念したモニュメントが2007年9月に建造された。